# Mühlenstraße 14 (Quedlinburg)

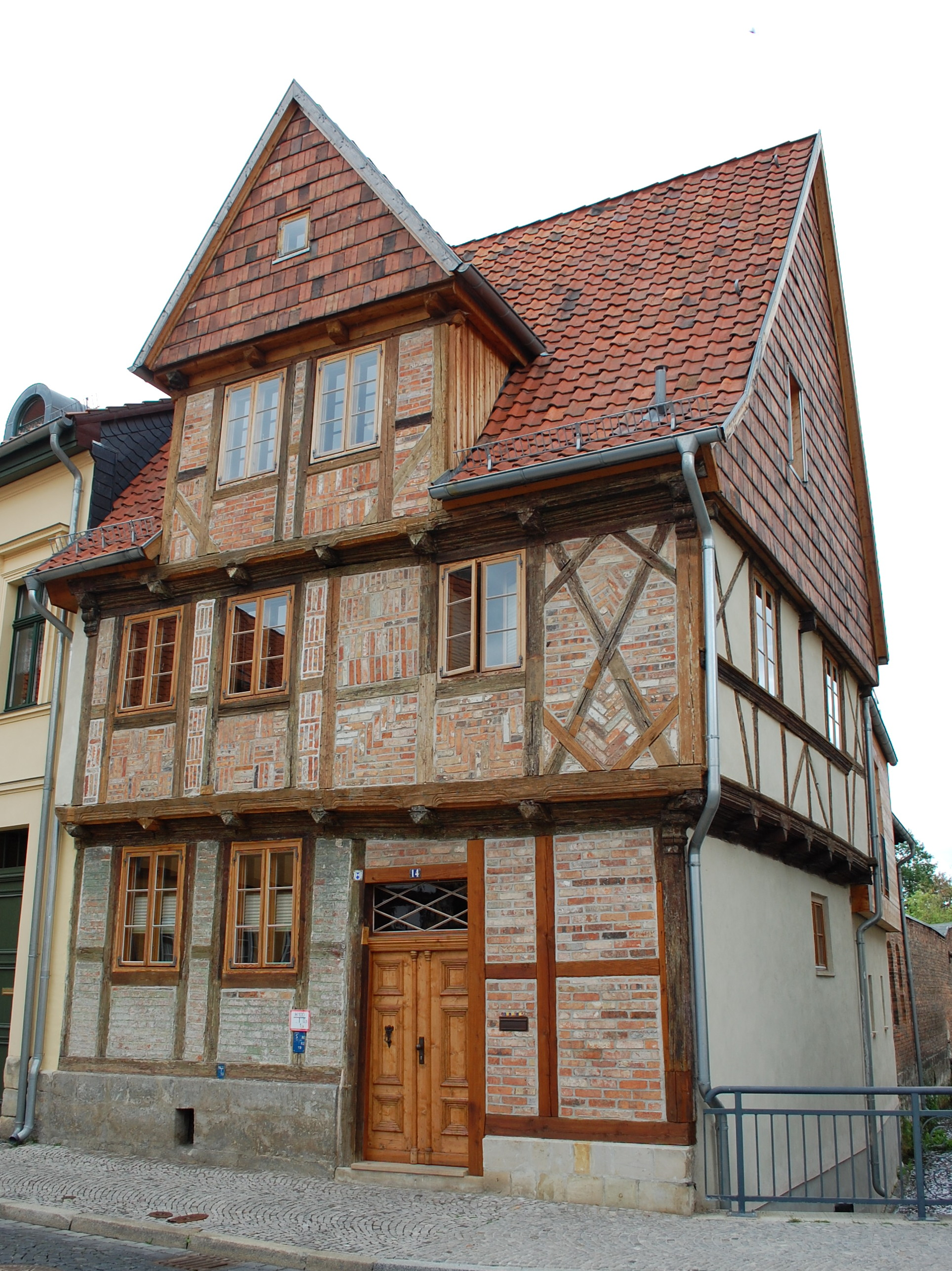
Mühlenstraße 14

Das Haus Mühlenstraße 14 ist ein denkmalgeschütztes Gebäude in der Stadt Quedlinburg in Sachsen-Anhalt. 
Es befindet sich südlich des Quedlinburger Schloßbergs und gehört zum UNESCO-Weltkulturerbe. Mit dem Südgiebel grenzt das Haus an den Mühlgraben. Das Gebäude ist im Quedlinburger Denkmalverzeichnis eingetragen.

## Architektur und Geschichte
Das zweigeschossige Fachwerkhaus mit steilem Dach entstand im Jahr 1680, in der Zeit des Barock. An seiner Westseite zur Straße hin befindet sich ein Zwerchhaus. Die Fachwerkfassade des Wohnhauses verfügt über eine profilierte Stockschwelle, Pyramidenbalkenköpfe und weitere zierende Elemente. Zum Anwesen gehörten Seitengebäude aus dem 18./19. Jahrhundert, die sich entlang des Mühlgrabens zogen.
In den Jahren 2007 und 2008 erfolgte eine Sanierung des zu diesem Zeitpunkt stark sanierungsbedürftigen Gebäudes. Das Haus ist nach der Sanierung als Wohnhaus für eine Familie mit einer Wohnfläche von 120 m² ausgelegt. Der Anbau war so stark geschädigt, dass er durch einen Neubau in Holzständerbauweise ersetzt werden musste. Es entstand auch eine Dachterrasse, da zum Grundstück kein wesentliches Außengelände gehört.